# MCA 레코드
MCA 레코드(MCA Records)는 미국의 레코드 회사이다. 종합 엔터테인먼트 기업 뮤직 코퍼레이션 오브 아메리카 (MCA)의 음악 부문이다. 1998년에 폴리그램과 합병되었다.